# Alejandro Jove y Puerta
Alejandro Jove y Puerta (Tiñana, Siero, España, 1818-Oviedo, 1875) fue un compositor español.

## Biografía
En 1827 ingresó como colegial de San José y niño de coro de la Catedral de Oviedo, donde recibió su formación musical. Tras una estancia polémica, en 1839 abandona la institución y en 1845 consigue plaza en la Academia Filarmónica de Madrid, siendo uno de los violinistas más destacados.
Tras una vida precaria regresó a Oviedo, consiguiendo plaza en una compañía lírica, donde perfeccionó sus conocimientos y realizó bellas composiciones.
En Oviedo se casa unos años después con Catalina Suárez-Bravo y se traslada a vivir a la céntrica calle de La Herrería, actual calle Mon, donde tiene varios hijos, siendo Rogelio Jove y Bravo el más destacado.
En Oviedo residió hasta su fallecimiento en mayo de 1875, siendo reconocido como uno de los mejores músicos y violinistas asturianos del siglo XIX.
- Datos: Q51063026